# Anti-folk

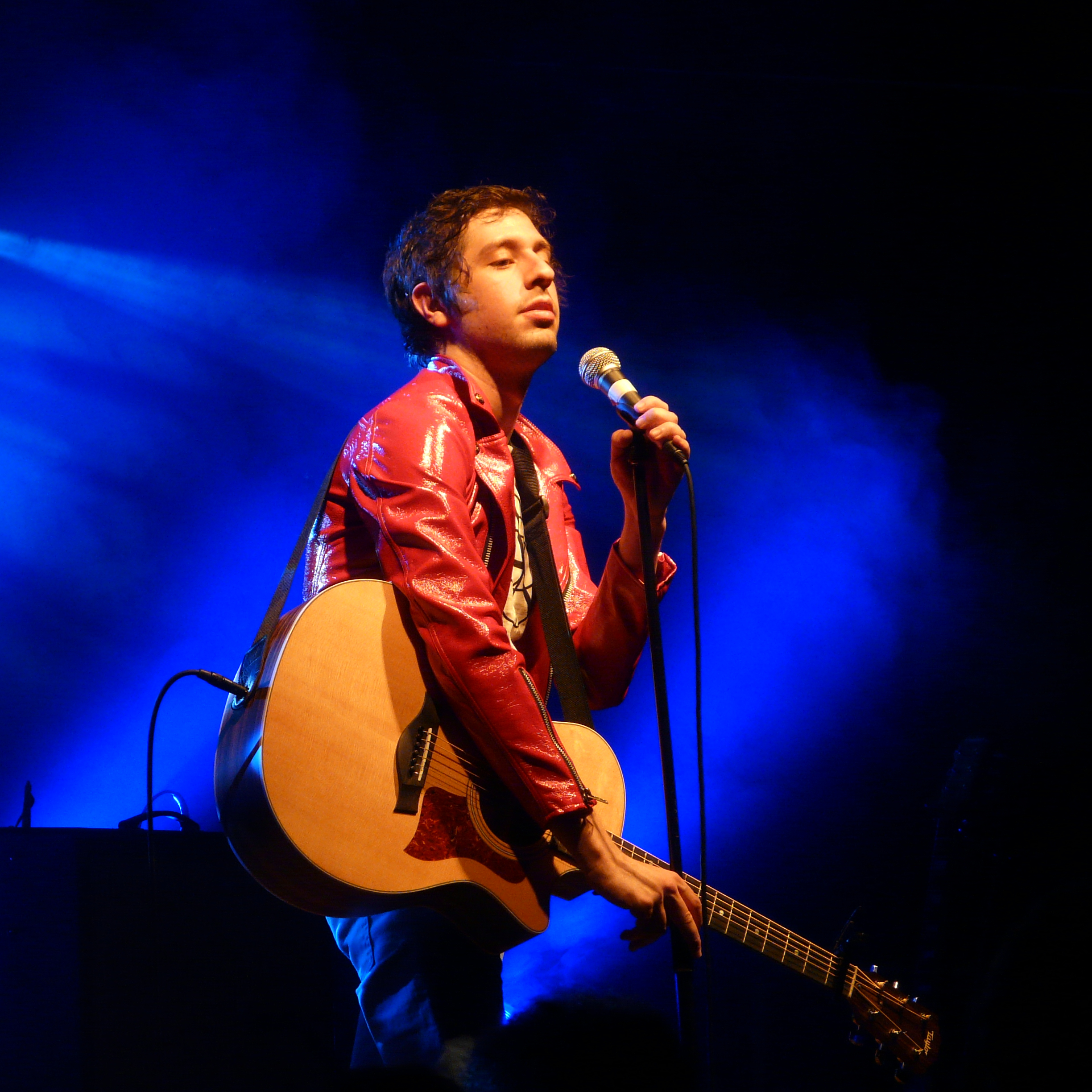
Adam Green.

 (avril 2020).
Si vous disposez d'ouvrages ou d'articles de référence ou si vous connaissez des sites web de qualité traitant du thème abordé ici, merci de compléter l'article en donnant les références utiles à sa vérifiabilité et en les liant à la section « Notes et références ».
L'anti-folk (ou antifolk) est un sous-genre musical du punk, qui mêle des éléments de punk rock et de musique folk américaine. Le mouvement a fait son apparition au milieu des années 1980 à New York.

## Sources
Il est difficile de parler de ce mouvement sans mentionner des artistes tels que Jad Fair, Lou Barlow & Sentridoh, Daniel Johnston… La filiation peut même s'envisager jusqu'à Nick Drake et les Violent Femmes.

## Description
L'anti-folk trouve ses racines dans le punk rock, et est toujours considéré comme un sous-genre de cette scène. Dans une définition large, l'anti-folk combine le naturel, l'abrasif et l'engagement politique de la scène punk avec le son du folk américain traditionnel.
Ce genre reprend le sérieux de l'engagement politique de la musique hippie des années 1960 et lui rajoute un son naturel et authentique. Il dénigre le sérieux et la prétention du courant principal de la scène folk. Dans l'Anti-folk, l'autodérision et l'autoglorification ont d'une certaine façon fusionné, comme les commentaires politiques se sont liés aux chansons d'amour pour la drogue dans les « sixties ».
L'anti-folk est lié à d'autres genres musicaux tels que l'urban folk et le counterfolk. Quelques artistes, comme Dufus, Need New Body, et Man Man, ont quitté la scène. Mais, est-ce un « genre », une « scène », une « communauté » ou juste une bande de compositeurs qui aiment s'associer les uns aux autres ? La majorité des personnes concernées répondent qu'il s'agit d'une combinaison de tout ce qui est ci-dessus.[réf. souhaitée]

## Scène américaine
The Moldy Peaches et Ani DiFranco sont considérés comme les artistes qui ont le plus influencé ce genre, et sont responsables de sa popularité. Sur la côte ouest, Bobby Joe Ebola and the Children MacNuggits du label S.P.A.M. Records a contribué à ce genre avec son rock acoustique vulgaire. Actuellement, la musique anti-folk est populaire dans plusieurs parties des États-Unis et commence à se répandre au Royaume-Uni et en Europe, principalement grâce au label Rough Trade, aux Moldy Peaches, et à Jeffrey Lewis, mais également avec l'émergence de communautés musicales indépendantes, et aux tournées internationales qui ont construit des partenariats musicaux et amicaux. La scène antifolk de New York est principalement située autour du Sidewalk Cafe, un club dans l'East Village qui accueille des spectacles et qui programme une nuit scène ouverte nommé l'Anti-Hootenanny, recevant des compositeurs Anti-folker. Olive Juice Music est également important pour la communauté, ce collectif et label est centré autour du studio d'enregistrement dirigé par Major Matt Mason USA, et Luv-A-Lot, un label maison dirigé par le prolifique Dashan Coram.

## Scène britannique
Au cours des années 2000, l'anti-folk s'est répandu dans tous les États-Unis. La scène anti-folk britannique (largement centrée autour de Londres et de Brighton) a rapidement développé sa propre identité. La scène londonienne arriva la première à notoriété avec des concerts encouragés par l'humour sale de Filthy Pedro et l'humour dérangeant de David Cronenberg's wife. La scène britannique a rapidement procréé, avec Larry Pickleman, les créateurs du Tweecore, les Bobby Mcgees et la reine anti-folk Mertle. D'autres groupes importants sont JJ Crash, avec ses sous-entendus politiques et ses fables tragicomiques et énervées sur l'aliénation sociale de Paul Hawkins. Les artistes associés à anti-folks tels que les Mink Troubadour Kamikaze Squadron et Emmy the Great ont commencé à être diffusés sur les radios nationales tandis que les favoris d'anti-folk, Milk Kan, semblent bien placés pour pénétrer dans le cercle des groupes les plus diffusés.

## Scène australienne
Il existe une scène antifolk active en Australie. Centrés autour des quartiers sensibles de Melbourne, de nombreux artistes, dont The Lucksmiths, Darren Hanlon, Jodi Phillis et The Mabels jouent des chansons caustiques et fines aux mélodies simples inspirées de la pop des sixties. The Lucksmiths connaissent un certain succès international. L'antifolk australien diffère de l'américain par les thèmes qui sont souvent plus ironiques et plus tangibles. À cet égard, ils rapprochent l'anti-folk du post-rock. Le label Candle Records de Melbourne contient beaucoup de ces artistes.

## Artistes antifolk
Les artistes anti-folk les plus notables sont :
- Adam Green
- Against Me!
- Ani DiFranco
- Calvin Johnson
- Coming Soon
- Darren Hanlon
- David Cronenberg's wife
- Filthy Pedro
- Flaws of the French
- Ghost Mice
- Grey Revell
- Herman Düne
- Jean-Luc Le Ténia
- Jeffrey Lewis
- Kimya Dawson
- Langhorne Slim
- The Lucksmiths
- Melnelson
- Michelle Shocked
- Mirah
- The Moldy Peaches
- Regina Spektor
- Stanley Brinks
- Toby Goodshank
- Turner Cody
- Will Brierly